# Dreissena polymorpha
Dreissena polymorpha (Pallas, 1771), conosciuta anche come cozza zebra dalle caratteristiche linee scure che scorrono sull'esterno delle sue valve, è un mollusco bivalve della famiglia Dreissenidae.

## Habitat e distribuzione
Originario del Mar Nero e della zona del Mar Caspio, oggi è comunemente reperibile nei corsi d'acqua dell'Europa centrale e in molti laghi. È inserito nell'elenco delle 100 tra le specie invasive più dannose al mondo.

## Descrizione
Sono organismi filtratori. Aspirano acqua attraverso un sifone inalante, ne filtrano le particelle di cibo presenti in sospensione, e la espellono tramite un sifone esalante. Può raggiungere le dimensioni massime di 5 centimetri.

## Usi
In alcune nazioni, come i Paesi Bassi, questi molluschi sono stati introdotti in grande quantità perché la loro attività filtrante riesce ad eliminare la proliferazione di fitoplancton rendendo l'acqua più limpida. In altri Paesi, in cui la proliferazione di alghe in sospensione crea fenomeni di acqua opaca, si sta agendo nello stesso modo.